# Michael Schwarzmann
Pour les articles homonymes, voir Schwarzmann.
Michael Schwarzmann, né le 7 janvier 1991 à Kempten, est un coureur cycliste allemand, membre de l'équipe Lotto-Soudal.

## Biographie
Lors d'un stage d'entraînement en janvier 2021 en Italie, Schwarzmann fait partie d'un groupe de 7 coureurs de l'équipe Bora-Hansgrohe qui est percuté par un automobiliste. Il est atteint de blessures superficielles.

## Palmarès

### Palmarès amateur
- 2007
  -  Champion d'Allemagne du contre-la-montre par équipes cadets (avec Max Klein, Cornelius Rettner et Andreas Klopf)
  - 2e du championnat d'Allemagne de poursuite individuelle cadets
  - 3e du championnat d'Allemagne de poursuite par équipes cadets
- 2009
  - 4e étape du Rothaus Regio-Tour

### Palmarès professionnel
- 2016
  - 5e étape du Tour d'Azerbaïdjan

### Résultats sur les grands tours

#### Tour d'Italie
2 participations
- 2019 : 114e
- 2022 : 133e

#### Tour d'Espagne
4 participations
- 2016 : 157e
- 2017 : 154e
- 2018 : 150e
- 2020 : 122e

### Classements mondiaux
| Année                                 | 2013 | 2014  | 2015 | 2016  | 2017  | 2018  | 2019 | 2020 | 2021  | 2022 | 2023  |
| ------------------------------------- | ---- | ----- | ---- | ----- | ----- | ----- | ---- | ---- | ----- | ---- | ----- |
| UCI World Tour                        |      |       |      | nc    | 338e  | nc    |      |      |       |      |       |
| Classement mondial                    |      |       |      | 923e  | 1631e | 1336e | 688e | 819e | 1988e | nc   | 1038e |
| UCI Europe Tour                       | 836e | 1023e | 601e | 1064e | 1875e | 964e  | 508e | 654e | 1346e | nc   | nc    |
| UCI Asia Tour                         | 223e | 388e  | nc   | nc    | nc    | 432e  |      |      |       |      |       |
|                                       |      |       |      |       |       |       |      |      |       |      |       |
| Légende : nc = non classéSource : UCI |      |       |      |       |       |       |      |      |       |      |       |